# La Bella
La Bella is een portret van een vrouw van Titiaan. Op basis van een brief kan het gedateerd worden op circa 1536-38. Het schilderij maakt deel uit van de collectie van de Galleria Palatina in het Palazzo Pitti in Florence.

## Voorstelling
Het portret stelt een mooie jonge vrouw voor in een blauwe damasten jurk met gouden borduurwerk tegen een donkere achtergrond. De onderste delen van de mouwen hebben een andere kleur en openingen waardoor haar witte camicia (onderkleding) naar buiten komt. Ze wijst met haar linkerhand naar een zibellino, een pels van een marterachtige, die over haar rechter onderarm is gedrapeerd. Ze draagt een gouden ketting en een gouden riem met grote kralen eraan die parfum kunnen bevatten. Haar oorbellen zijn bezet met parels en robijnen. Zoals de mode in Venetië in die tijd voorschreef laat de laag uitgesneden jurk haar decolleté zien.
De vrouw beantwoordt perfect aan de schoonheidsidealen van die tijd, met mogelijk als enige uitzondering het haar dat niet echt blond is. De strenge compositie als driekwartfiguur en de rijke kleding komen overeen met Titiaans andere portretten uit de jaren 1530.

## Herkomst
Het schilderij kwam in 1631 naar Florence als onderdeel van de erfenis van Vittoria della Rovere, de laatste telg van haar geslacht. Het werd voor het eerst gedocumenteerd in de verzameling van de familie Della Rovere in een inventaris van het hertogelijk paleis van Pesaro in 1623/24. Op basis van deze herkomst wordt aangenomen dat dit het doek is dat beschreven wordt als "dat portret van die vrouw in de blauwe jurk" in een brief van hertog Francesco Maria I della Rovere aan zijn agent in Venetië, gedateerd op 2 mei 1536. 
Het schilderij is wel gezien als een portret van Eleonora Gonzaga of Isabella d'Este, de echtgenote en schoonmoeder van de hertog. Omdat hij in zijn brief rept over "die vrouw", is het echter niet waarschijnlijk dat het portret een bekende van hem voorstelt. De vrouw op het portret komt ook op drie andere schilderijen van Titiaan uit dezelfde periode voor (Jonge vrouw met een bontmantel, Jonge vrouw met een gevederde hoed en de Venus van Urbino). Het is niet duidelijk of het om een echt model gaat of om een geïdealiseerde vrouw. De erotische uitstraling van met name het laatste schilderij, maakt het onwaarschijnlijk dat de geportretteerde een werkelijk bestaande adellijke dame is.

## Afbeeldingen

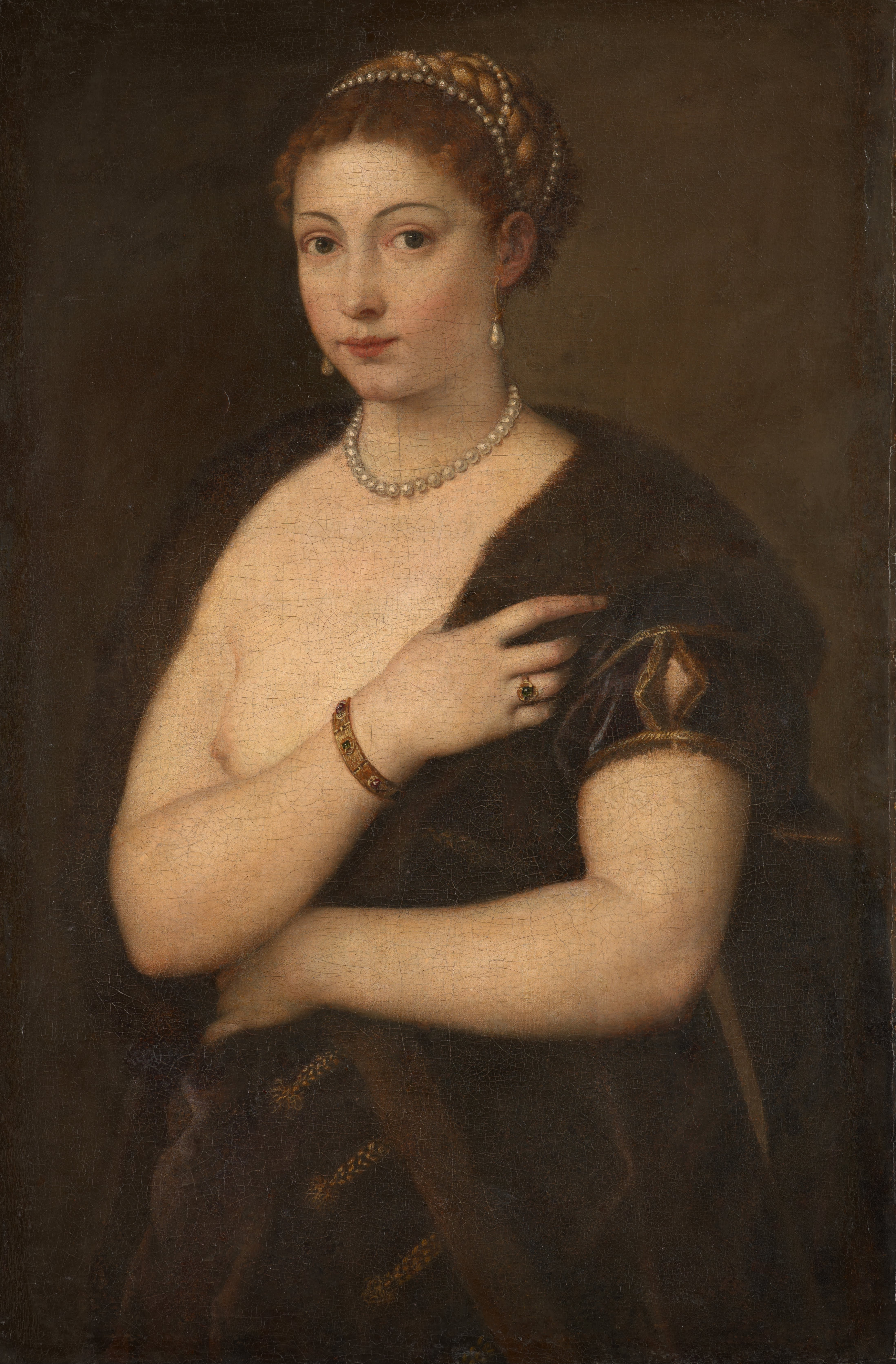
Jonge vrouw met een bontmantel
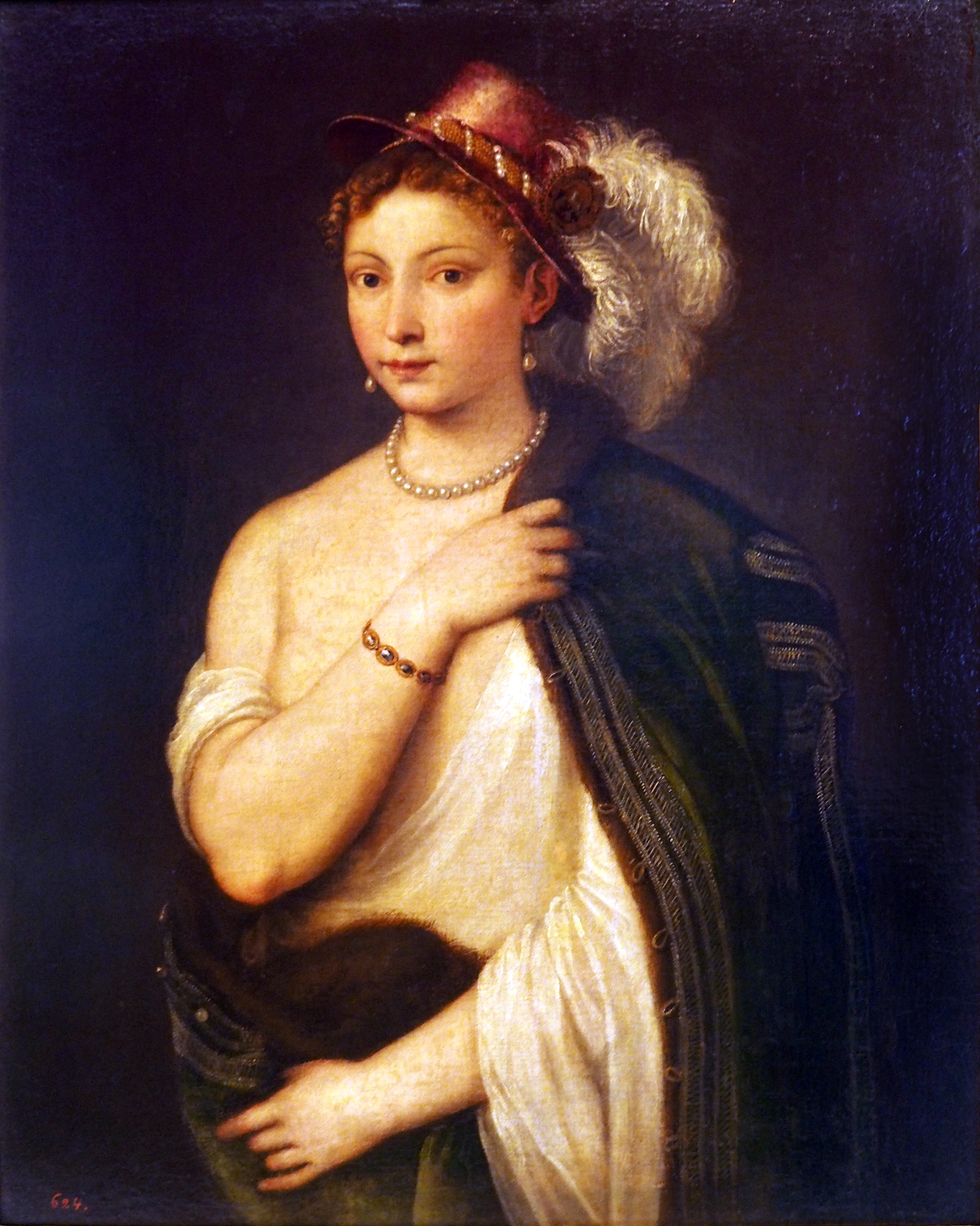
Jonge vrouw met een gevederde hoed
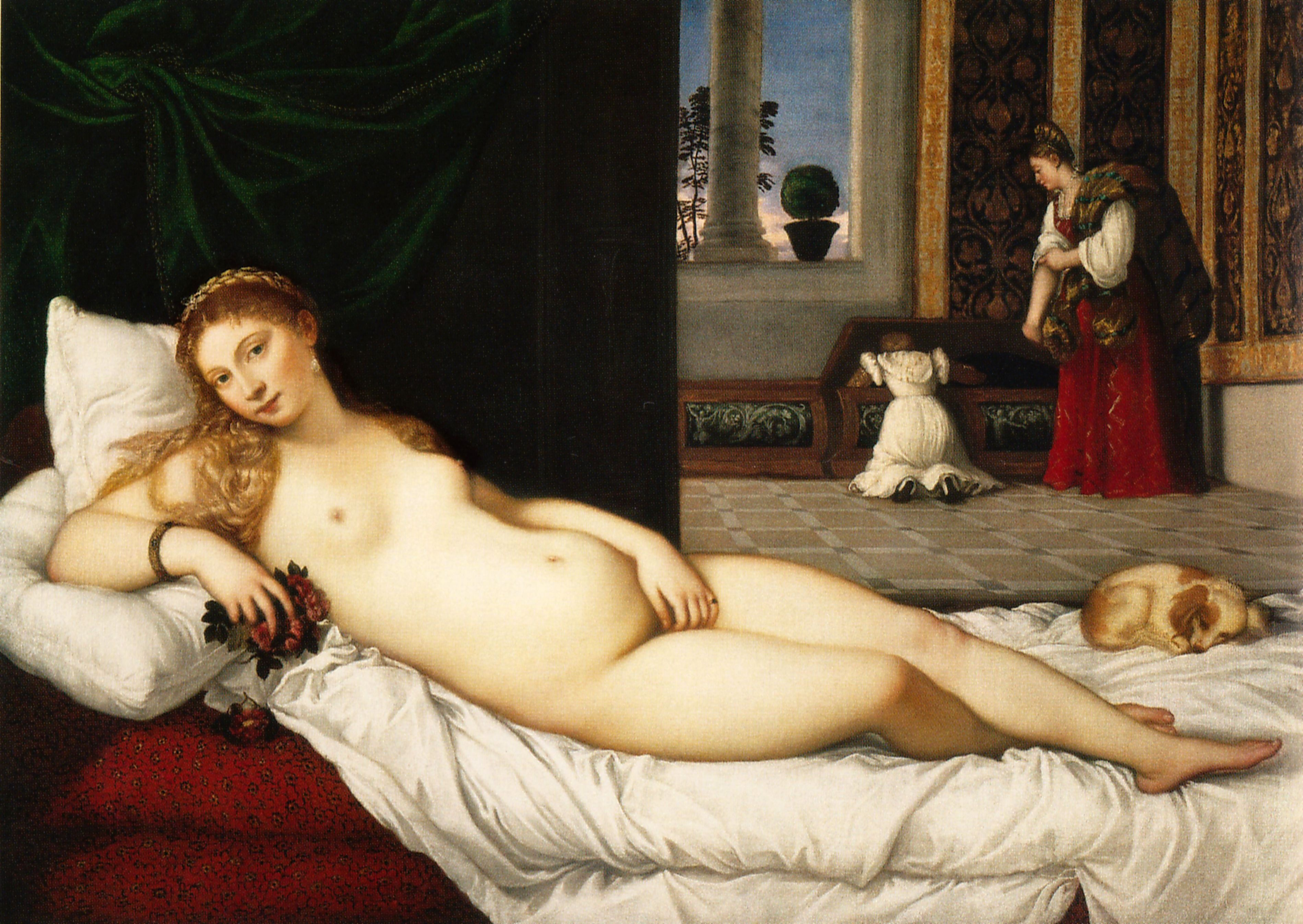
Venus van Urbino